# Walenty Wójcik (żandarm)

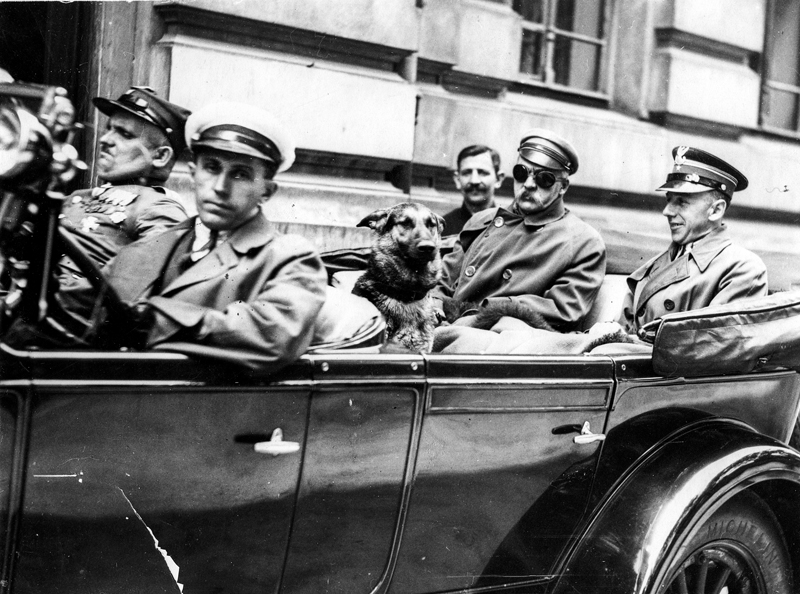
Walenty Wójcik (pierwszy z lewej) podczas służby u boku Józefa Piłsudskiego w 1929 r.

Walenty Wójcik (ur. 4 lutego 1893 w Trzebcach, zm. 17 października 1940 w Londynie) – żołnierz Legionów Polskich, chorąży żandarmerii Wojska Polskiego i Polskich Sił Zbrojnych, wieloletni przyboczny Józefa Piłsudskiego, współtwórca Muzeum Józefa Piłsudskiego w warszawskim Belwederze, ochroniarz Prezydenta RP Władysława Raczkiewicza.

## Życiorys
Urodził się 4 lutego 1893 w Trzebcach, w gminie Wielgomłyny w powiecie noworadomskim, w rodzinie Idziego, rolnika, i Balbiny z Mrozińskich. Około 1910 wyjechał do Szwajcarii, gdzie pracował w fabryce cygar w Bernie jako pomocnik majstra. W Zurychu zaangażował się w działalność niepodległościową w Polskiej Partii Socjalistycznej i w Związku Strzeleckim, w którym zetknął się z Józefem Piłsudskim.
16 sierpnia 1914 w Krakowie wstąpił do Legionów Polskich. Został przydzielony do 2 Pułku Piechoty. Służył w 8 kompanii II batalionu (front karpacki), a potem w 6 kompanii. Przeszedł cały szlak bojowy aż do walk na Wołyniu w 1915, zyskując uznanie przełożonych i podkomendnych. Pierwszy awans, ze stopnia starszego żołnierza do stopnia kaprala, miał miejsce w grudniu 1914. W połowie 1915 awansowano go do stopnia plutonowego, co było wyrazem uznania za zdobycie placówek z rąk żołnierzy rosyjskich w rejonie wsi Dobronowce i Bałamutówka koło Czerniowców. 12 czerwca 1915 wyróżnił się w bitwie pod Rarańczą. Został wówczas także za to odznaczony austro-węgierskim srebrnym medalem za waleczność. W 1916, po złamaniu ręki, wycofano go z frontu i przeniesiono do Biura Werbunkowego Legionów Polskich w Radomsku (wówczas Noworadomsku), gdzie był komendantem sekcji, w skład której wchodziły posterunki werbunkowe w Maluszynie, Żytnie, Kobielach Wielkich i Wielgomłynach. W związku z kryzysem przysięgowym w 1917 musiał uciec i przez dłuży czas ukrywać się. Pod koniec 1917 trafił do Ostrowa (dziś Ostrów Mazowiecka), gdzie wstąpił do Żandarmerii Wojskowej. Po przeszkoleniu przeniesiono go do Warszawy, tam w listopadzie 1918 wziął udział w rozbrajaniu niemieckich żołnierzy.
Po wojnie znalazł się w szeregach 1 Dywizjonu Żandarmerii w Warszawie, z którym związał się na cały okres międzywojenny. Pod koniec 1918 awansował do stopnia wachmistrza, a następnie do stopnia tytularnego starszego wachmistrza. W okresie wojny polsko-bolszewickiej pełnił służbę na zapleczu frontu w Warszawie. 20 grudnia 1922, po zabójstwie Prezydenta RP Gabriela Narutowicza, przydzielono go do osobistej ochrony Marszałka Józefa Piłsudskiego, który wycofywał się wówczas z życia publicznego do dworku w Sulejówku. Towarzyszył mu w wyjazdach do Warszawy i w podróżach po Polsce. Z czasem został dowódcą żandarmskiej części jego ochrony. Z racji swoich obowiązków wziął u jego boku udział w przewrocie majowym 1926 roku, towarzyszył mu podczas spotkania z prezydentem Stanisławem Wojciechowskim na moście Poniatowskiego. Po powrocie Piłsudskiego do władzy nadal był jednym z zaufanych ludzi Marszałka, ochraniał go, pilnował posiłków, był opiekunem jego belwederskiego mieszkania, szykował mu mundury, a także stworzył w Belwederze prywatne Muzeum Marszałkowskie, w którym znalazły się pamiątki Józefa Piłsudskiego i dary od społeczeństwa. Był najważniejszym z ochroniarzy, dlatego adiutant Marszałka nazwał go „prawdziwym królem” wśród żandarmów belwederskich, poetka Kazimiera Iłłakowiczówna określiła go mianem „wiernego Wójcika”, mówiono o nim również „nieodostępny Wójcik”. Ze względu na wyjątkową rolę u boku Piłsudskiego można go określić mianem przybocznego. W związku z tym jego postać często pojawiała się na publikowanych wówczas zdjęciach, we wspomnieniach, artykułach, poezji, czy żartach. W 1928 był już starszym wachmistrzem. Ok. 1932 wybudował w Sulejówku swój własny dom – „Willę Angorę”. W 1935 po śmierci Józefa Piłsudskiego w kondukcie pogrzebowym w Warszawie i Krakowie szedł w szpalerze przy samej trumnie.
W kolejnych miesiącach awansował do stopnia chorążego (zapewne w grudniu 1935), opiekował się Belwederem i pełnił rolę nieformalnego sekretarza wdowy – Aleksandry Piłsudskiej. W latach 1936–1939 był intendentem w Muzeum Józefa Piłsudskiego w Belwederze (tzw. Muzeum Belwederskie), czyli trzecią osobą w pracowniczej hierarchii, współtworząc tym samym placówkę poświęconą Marszałkowi.
We wrześniu 1939 ewakuował z Muzeum Belwederskiego pamiątki po Marszałku Piłsudskim, w tym jego mundur. W Bukareszcie dołączył do transportu pozostałych eksponatów wywiezionych z tej placówki, które następnie przy jego udziale zostały przepakowane, wywiezione z Rumunii i we Francji oddane pod opiekę Prezydenta RP Władysława Raczkiewicza. Tam został przydzielony do jego Gabinetu Wojskowego, w którym był odpowiedzialny za ochronę głowy polskiego państwa. Po upadku Francji przedostał się do Wielkiej Brytanii, gdzie kontynuował swą służbę przy Prezydencie. 14 października 1940, na skutek niemieckiego nalotu na Londyn, w czasie pełnienia swoich obowiązków został poważnie ranny. Zmarł 17 października 1940 w Londynie, pośmiertnie odznaczony trzecim nadaniem Krzyża Walecznych i pochowany na londyńskim St. Mary’s Roman Catholic Cemetery w Kensal Green.
Walenty Wójcik został upamiętniony dwiema tablicami: w kościele św. Stanisława Kostki na warszawskim Żoliborzu, którą w latach 80. ufundowali jego potomkowie oraz w kościele w Wielgomłynach, gdzie została odsłonięta 17 października 2015 z inicjatywy Mariusza Kolmasiaka.

## Życie prywatne
3 listopada 1918 w kościele św. Lamberta w Radomsku zawarł małżeństwo z radomszczanką Stanisławą Cyranowską (1898-1977), z którą miał dwoje dzieci: Halinę Marię (1919-2006) i Zbigniewa Stanisława (1922-2014), wybitnego historyka i piłsudczyka.

## Ordery i odznaczenia
- Krzyż Niepodległości – 7 lipca 1931 „za pracę w dziele odzyskania niepodległości”[16][17]
- Krzyż Kawalerski Orderu Odrodzenia Polski – 27 listopada 1929 „za zasługi na polu pracy niepodległościowej i bezpieczeństwa państwa”[18]
- Krzyż Walecznych – dwukrotnie, „za czyny męstwa i odwagi wykazane w bojach toczonych w latach 1918-1921” – 1923
- Krzyż Walecznych „za czyny męstwa i odwagi wykazane w wojnie rozpoczętej 1 września 1939 roku” – pośmiertnie
- Srebrny Krzyż Zasługi – 1938 „za zasługi na polu pracy społecznej”[19]
- Brązowy Krzyż Zasługi – 14 maja 1928 „za zasługi na polu bezpieczeństwa wojska”[11]
- Medal Pamiątkowy za Wojnę 1918–1921 „Polska Swemu Obrońcy” – 1928
- Medal Dziesięciolecia Odzyskanej Niepodległości – 1928
- Krzyż Legionowy[20]
- Srebrny Medal za Długoletnią Służbę – 1938
- rumuński Order Wiernej Służby – 1923, który dostał przy okazji rewizyty rumuńskiej pary królewskiej u Józefa Piłsudskiego[2]